# Helle (Mythologie)

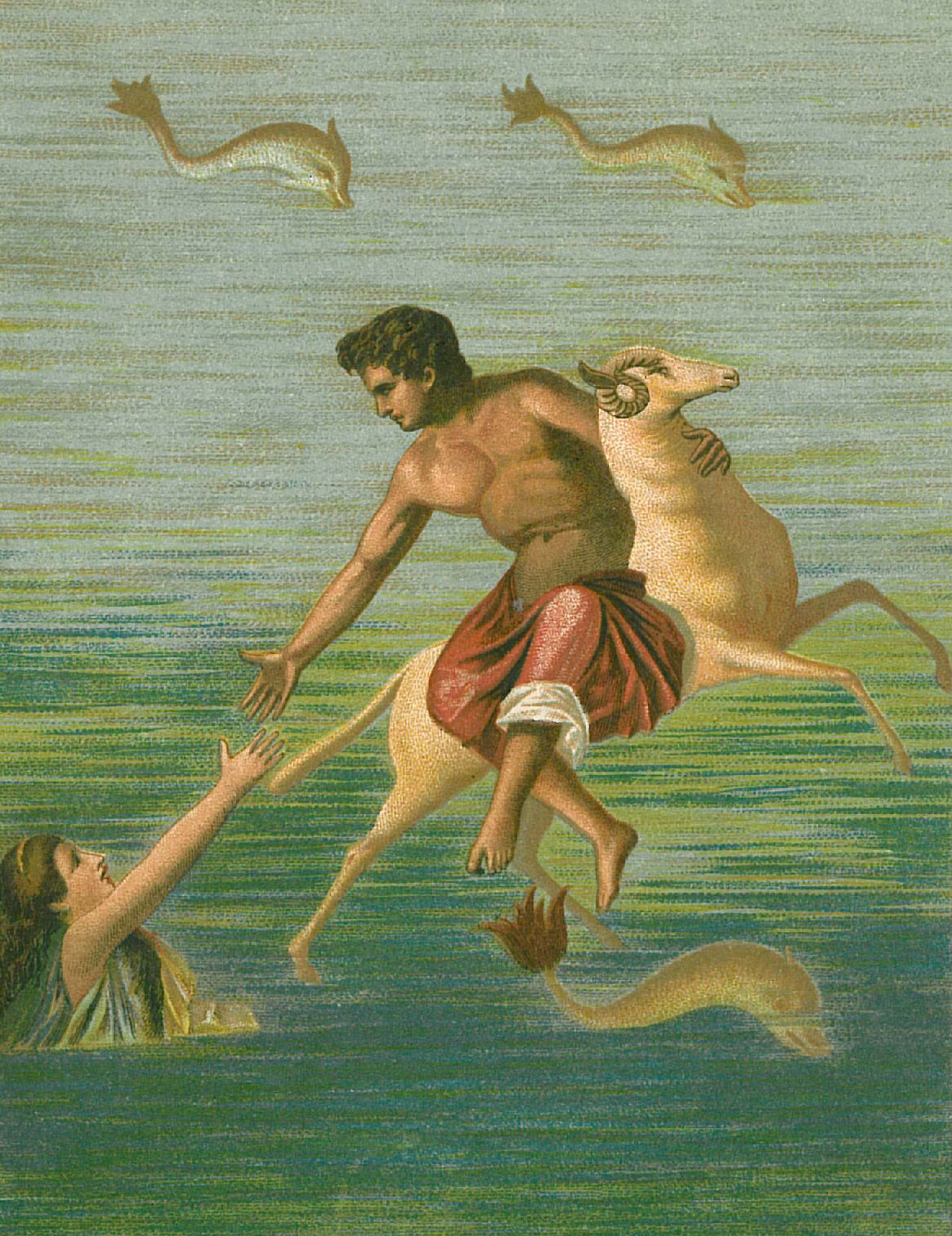
Phrixos und Helle

Helle (altgriechisch Ἕλλη Héllē) ist in der griechischen Mythologie die Tochter des Königs Athamas von Theben und der Nephele.
Vor dem Hass ihrer Stiefmutter Ino flieht Helle mit ihrem Bruder Phrixos auf dem von ihrer Mutter gesandten fliegenden goldenen Widder Chrysomallos nach Kolchis. Als sie die Dardanellen überfliegen, sieht Helle verbotenerweise nach unten, wird von Schwindel ergriffen und stürzt ins Meer. So entstand die alte Bezeichnung Hellespont („Meer der Helle“) für diese Meerenge.
Friedrich Schiller gibt in seiner Ballade Hero und Leander eine andere Deutung der Geschichte. Nach Schiller war es der Meergott, der sich in Helle verliebte und sie vom Widder zu sich in die Tiefe zog. Dort verwandelte er sie in eine unsterbliche Göttin und machte sie zu seiner Gemahlin.